# Baia di Holgate
La baia di Holgate (Holgate Arm in inglese) è un braccio di mare situata nella penisola di Kenai (Alaska, Stati Uniti).

## Geografia fisica

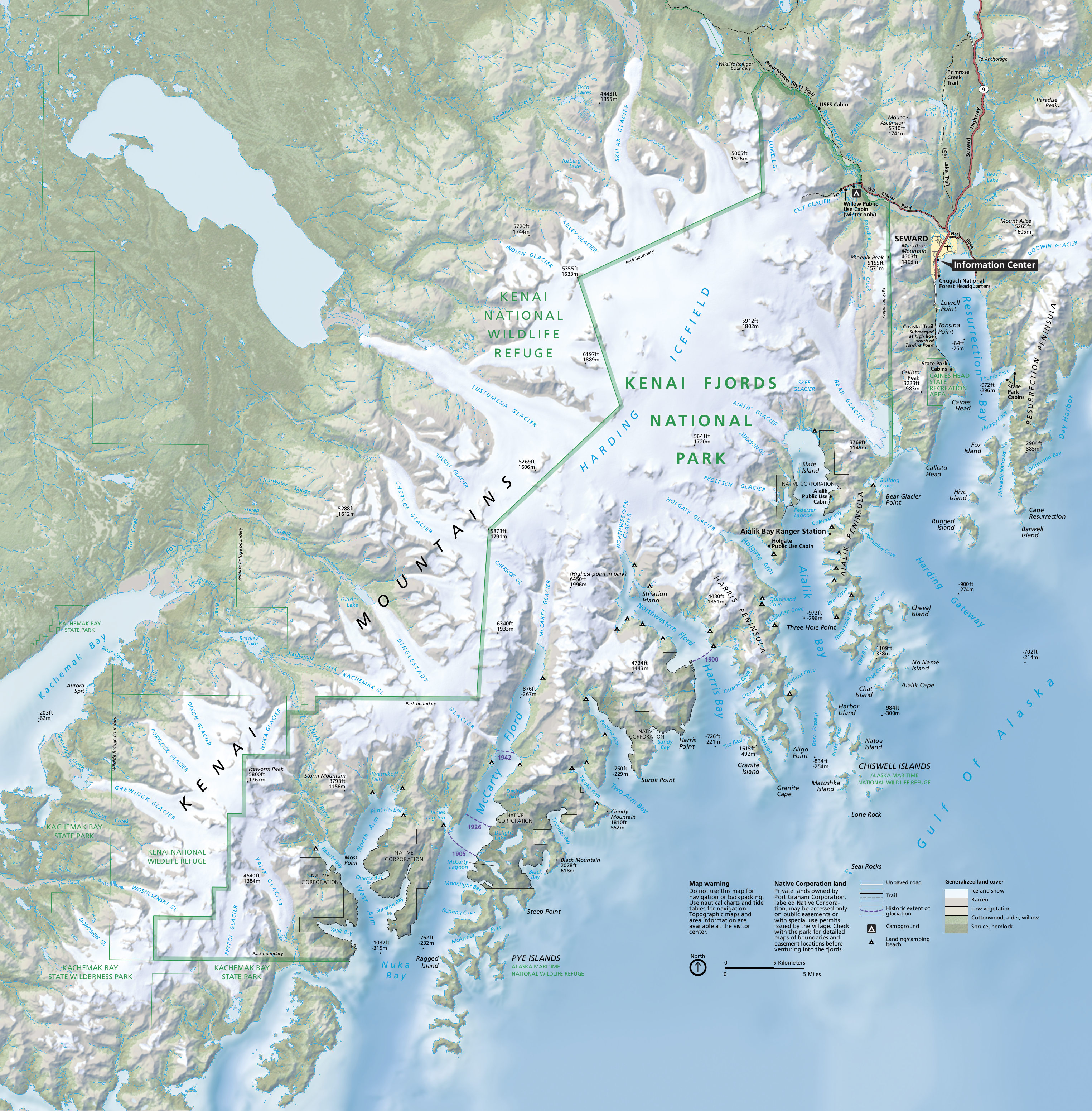
JPG version

La baia di Holgate si trova sul lato orientale della penisola di Kenai all'interno del Parco nazionale dei Fiordi di Kenai (Kenai Fjords National Park) a circa 100 km (via mare) dalla cittadina di Seward. Fa parte della baia di Aialik (Aialik Bay) e si trova tra la penisola di Harris (Harris Peninsula) a sud e il Capo Holgate (Holgate Head) più a nord. Ai lati della baia sono presenti alcuni ghiacciai che hanno origine nel campo di ghiaccio Harding (Harding Icefield). Il ghiacciaio più importante si trova all'inizio della baia: ghiacciaio Holgate (Holgate Glacier). La baia è lunga circa 8 km e larga mediamente 2 chilometri.

## Storia
Il braccio di mare Holgate Arm è stato nominato nel 1911 dal geologo Grant della USGS (United States Geological Survey) in ricordo di Dr. T. F. Holgate, decano del collegio di Arti Liberali della Northwestern University e ben noto educatore.
Le prime visite al braccio di mare, in tempi storici (e documentati), furono quelle da parte dei geologi Grant e Higgins per la prima mappatura del ghiacciaio Holgate e risalgono al 1909.

## Accessi e turismo
La baia di Holgate è raggiungibile solamente dal mare ed è raggiungibile dalla cittadina di Seward (circa 100 km di navigazione).. Durante la stagione turistica sono programmate diverse escursioni via mare da Seward per visitare il ghiacciaio Holgate e quelli vicini.
Sul lato nord della baia (in vicinanza della laguna Pedersen - Pedersen Lagoon) si trova un capanno (Holgate Public Use Cabin) di pubblico uso che può ospitare fino a 6 persone (35 minuti di volo o 4 ore di barca da Seward). La cabina in genere viene utilizzata per gite in kayak o canottaggio, oppure per osservazione e fotografia della fauna selvatica.

## Fauna
Nella baia si possono pescare i seguenti pesci:
- l'halibut del pacifico (Hippoglossus stenolepis);
- il Salvelinus malma (Dolly Varden trout in inglese);
- il salmone rosso (Oncorhynchus nerka);
- il salmone argentato (Oncorhynchus kisutch);

Altri animali presenti in zona: orsi neri, orso bruno, capre di montagna, megattere, lontre marine, vari uccelli marini e altri mammiferi marini.

## Alcune immagini della baia di Holgate

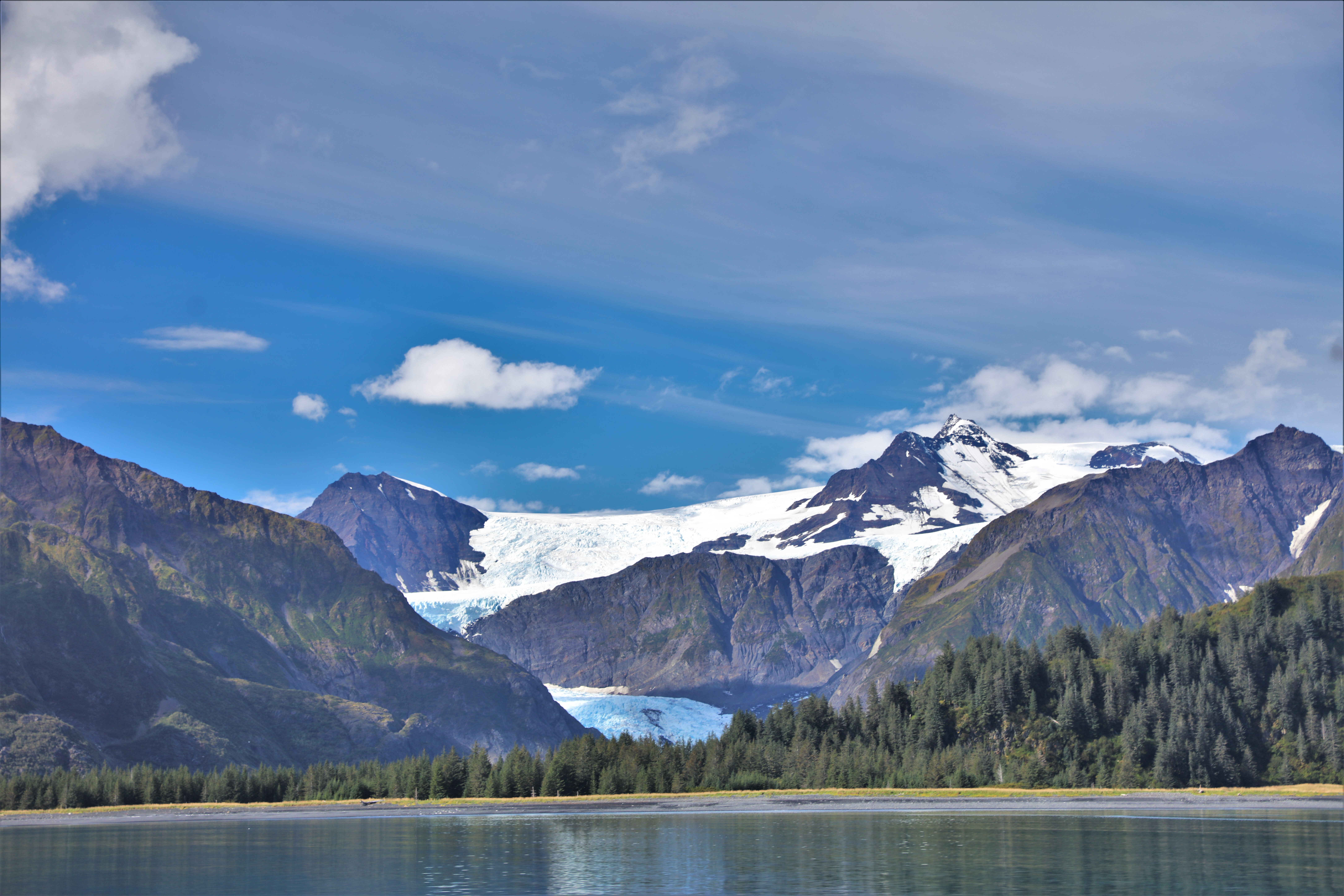
Alcuni ghiacciai ai lati della baia
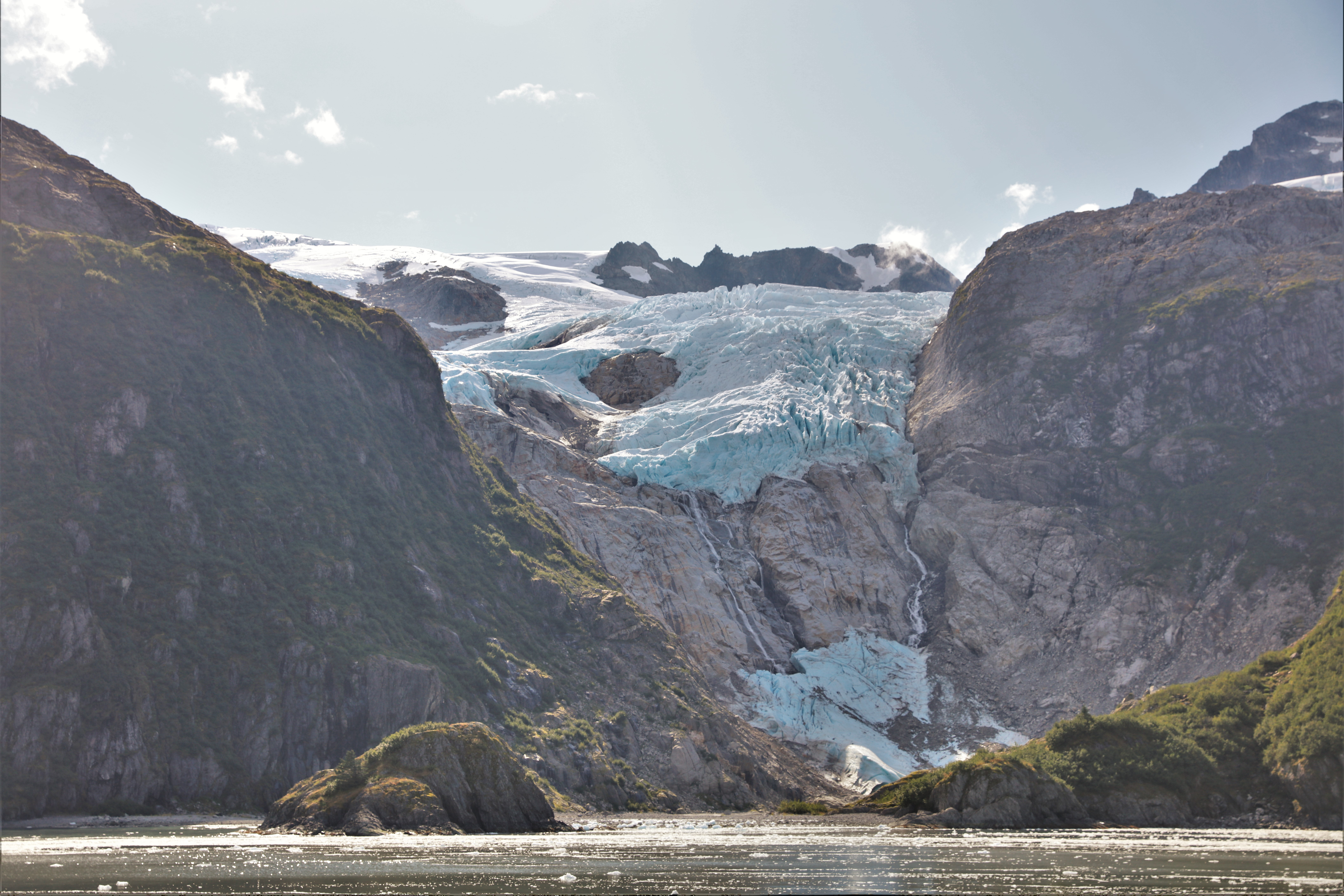
Alcuni ghiacciai ai lati della baia
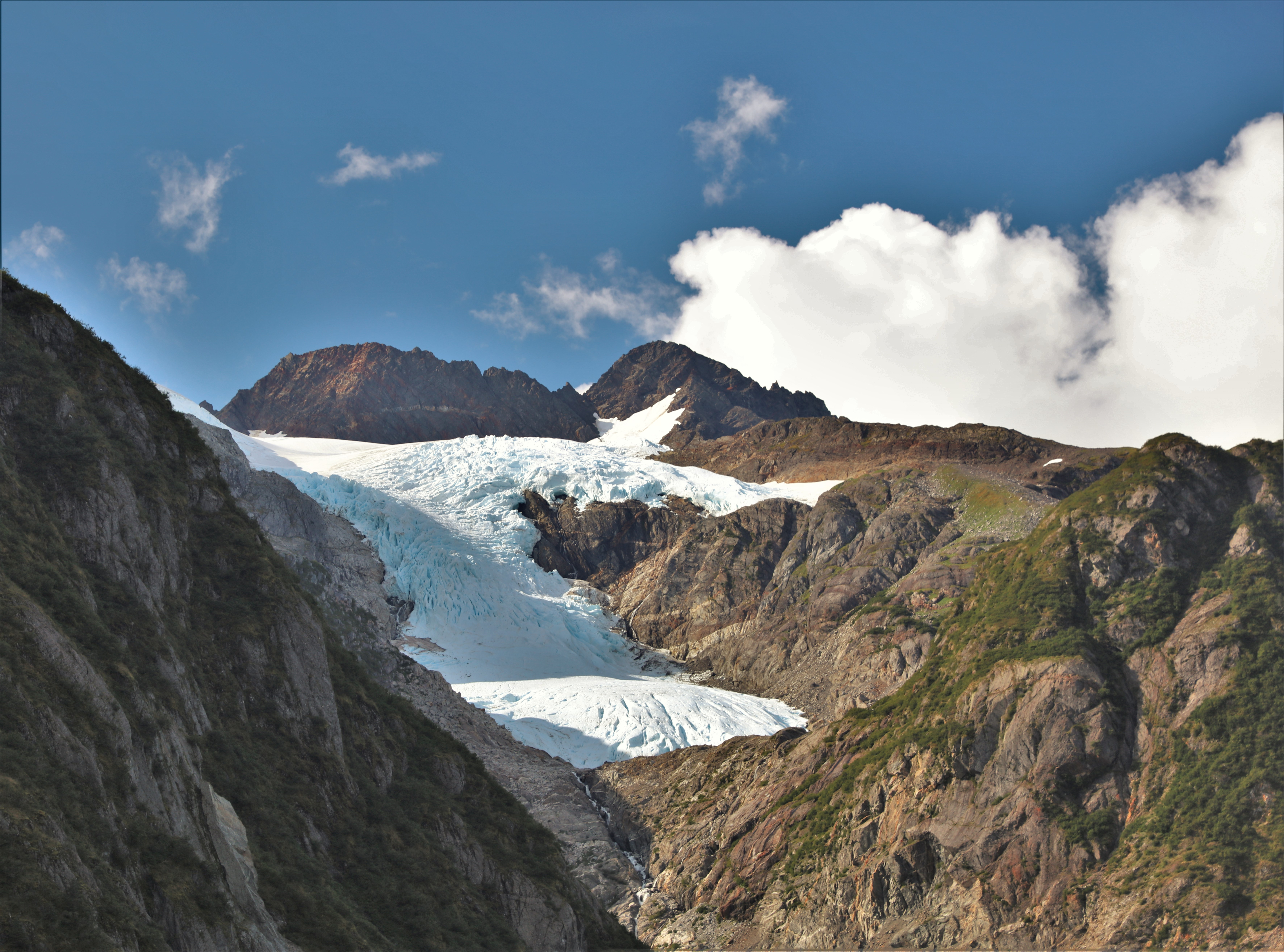
Alcuni ghiacciai ai lati della baia
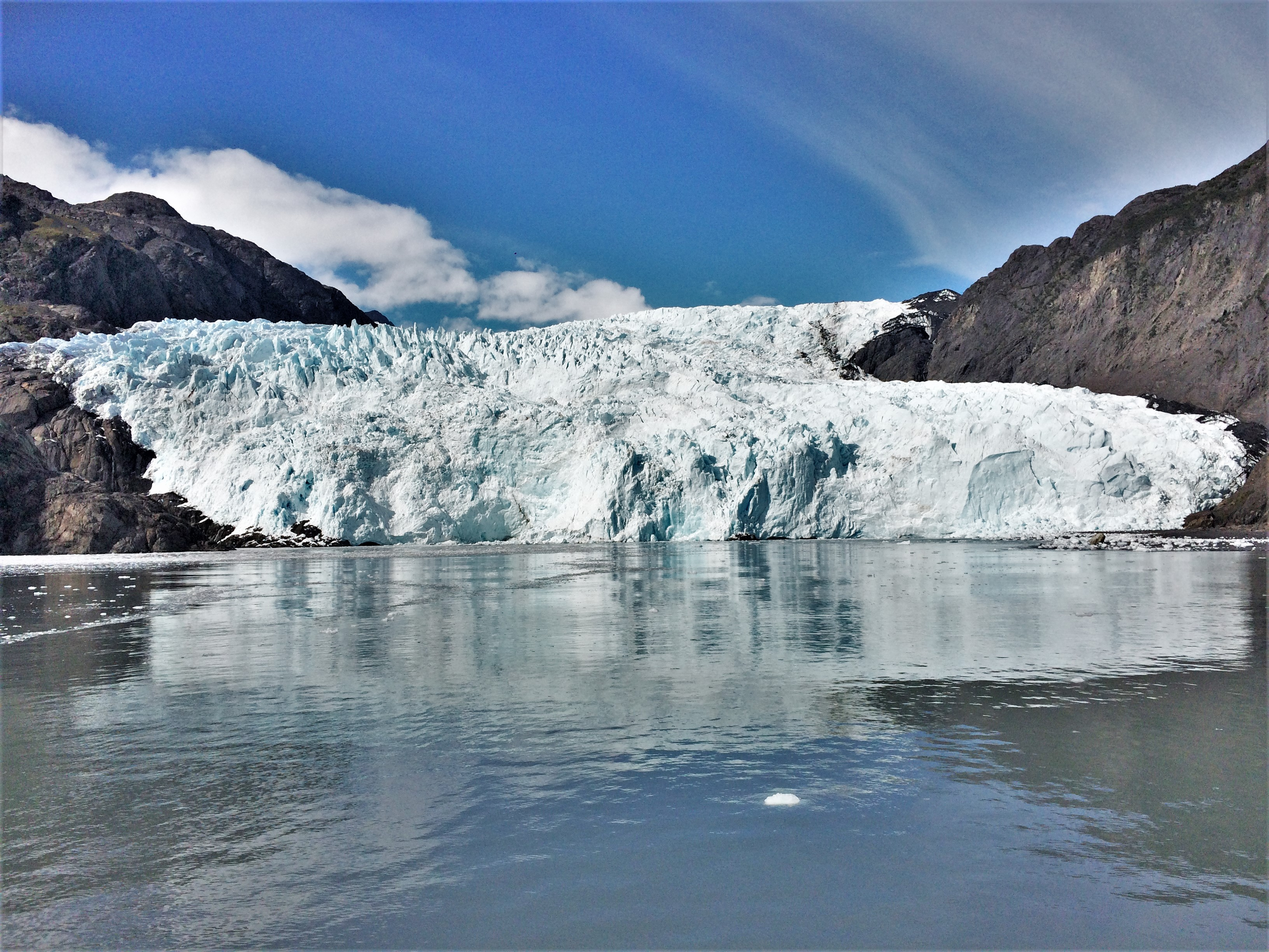
Il ghiacciaio Holgate
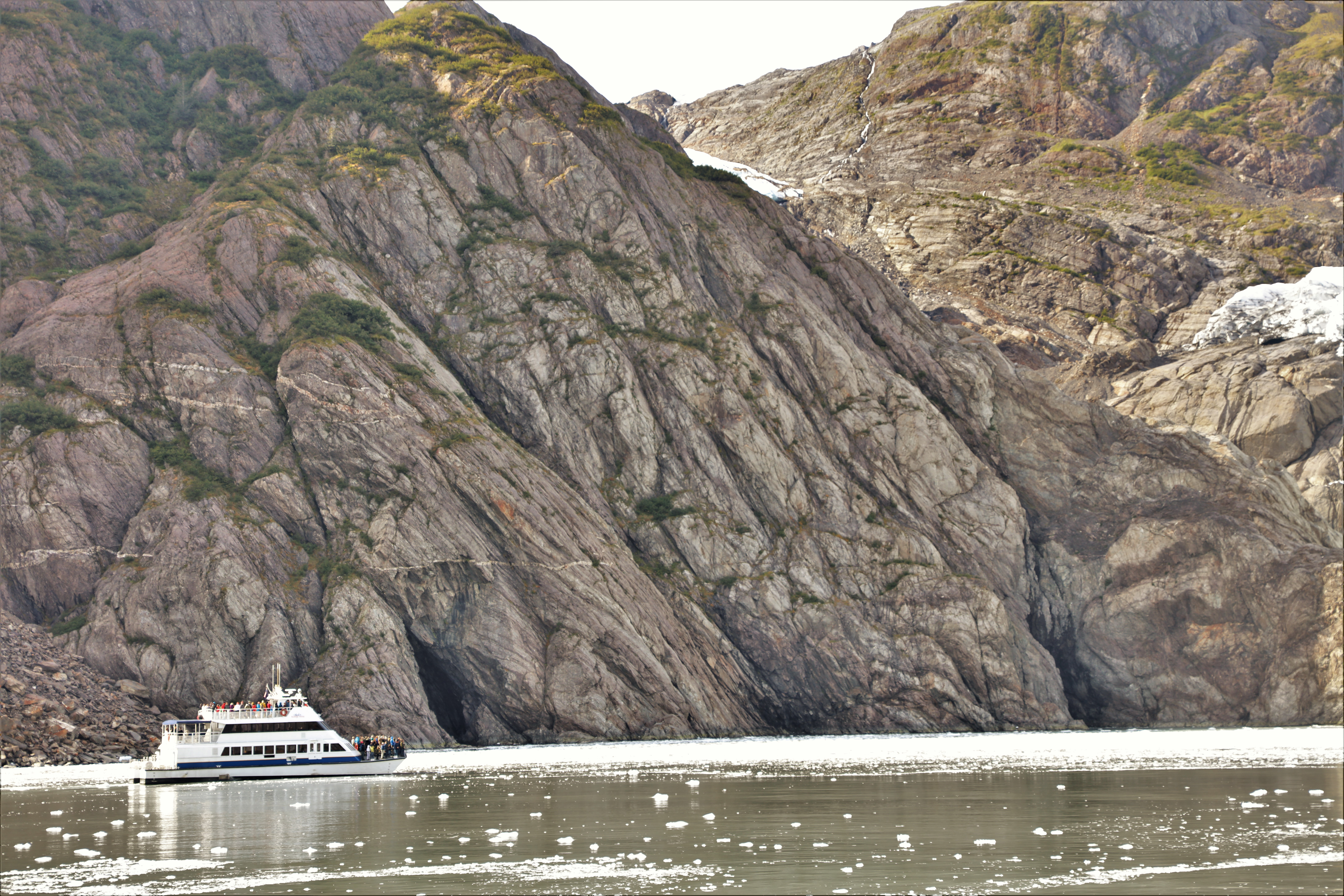